# Lembitu
Lembitu (estonsko Lembitu ali Lembit, latinsko Lambite, Lembito ali Lembitus) je bil srednjeveški estonski starešina iz grofije Sakala in vojaški vodja Estoncev v vojni proti osvajalskim nemškim Livonskih bratom meča na začetku 13. stoletja, * 12. stoletje, † 21. september 1217.  
Je edini estonski vladar med livonsko križarsko vojno, o katerem so znani nekateri biografski podatki. Omenja ga samo Henrikova kronika Livonije, prvič leta 1211. Vojska pod njegovim poveljstvom je uničile četo misijonarjev v zgodovinskem estonskem okrožju Sakala in nato prodrla vse do Pskova, takrat mesta Novgorodske republike. Leta 1215 so Nemci zavzeli Lembitujevo trdnjavo Lehola (Leal) v bližini sedanjega mesta Suure-Jaani in ga ujeli. Osvobodili so ga leta 1217. 
Lembitu je poskušal združiti Estonce, da bi se skupaj uprli nemškim osvajalcem. Uspel je zbrati vojsko 6000 estonskih mož iz različnih okrožij, a je bil septembra 1217 ubit v bitki na dan svetega Mateja.

## Naziv in stopnja oblasti
Edini pisni biografski podatki o Lembituju izvirajo iz Henrikove kronike Livonije, v kateri je opisan kot "starešina" in "princeps ac senior perfidus Lembitus" ("zahrbtni knez in starešina Lembitu"). Na drugem mestu kronike je zapis "Lambito et Meme, seniores de Sackale" (Lembitu in Meme, starešini Sakale), kar pomeni, da ni bil edini starešina v grofiji. Slednje izključuje razlage, da je bil "kralj Sakale" ali "starešina Sakale". Sodobni arheološki dokazi kažejo, da je bila Sakala tradicionalna kulturna regija in ne upravna enota. Prav tako ni dokazov o ravni njegove oblasti, ki bi bila višja od ravni župnijskega (kihelkond) starešine.

## Iskanje Lembitujeve  lobanje na Poljskem
Govori se, da bi Lembitujeva lobanja lahko bila shranjena v poljskem muzeju. V sedemdesetih letih prejšnjega stoletja je skupina poljskih študentov, ki so obiskali Estonijo, govorila o muzeju, v katerem je lobanja "estonskega kralja" z opisom "Rex Estorum". Leta 2017 sta Estonija in Poljska začeli iskati to lobanjo, vendar bo to dolgotrajen proces, saj je v državi več kot 5000 muzejev. 